# Konzervacija restauracija Posljednje večere Leonarda Da Vincija
Konzervacija restauracije Posljednje večere Leonarda da Vincija  projekt je konzerviranja restauriranja dug nekoliko stoljeća.  Slika je završena krajem 15. stoljeća te je smještena u refektoriju samostana Santa Maria delle Grazie, u Milanu, Italija.  Naručitelj je bio Ludovico Sforza, Vojvoda od Milana godine 1495, kao dio renovacija koje su imale za cilj pretvaranje samostana u mauzeolej obitelji Sforza.  Rad na slici trajao je od 1495 do 1498 godine.  Scena predstavlja stih iz Biblije Ivan 13:22,gdje je prikazana reakcija 12 apostola na Isusove riječi da će ga jedan od njih izdati .

## Tehnika i korišteni materijali
Leonardo da Vinci u trenutku naručenih radova nije nikada radio na slici te veličine(15 x 29 stopa).  Njegovo poznavanje rada u fresko tehnici bilo je također prilično ograničeno.  Traditicionalno ,fresko slikari bi prvo postavili na zid kao podlogu veći broj slojeva žbuke.  Ta je tehnika zahtijevala brz i promišljen način rada.No Leonardo se međutim odlučio za drugačiju tehniku,odlučio je raditi uljnom temperom.To mu je omogućilo da boje slike budu bogatije,da mu detalji budu finiji te da način rada bude sporiji. ”
Leonardo da Vinci je zid prvo prevukao žbukom.  Dodao je i tanki sloj kalcijum karbonata,magnezija i veziva životinjskog porijekla.  Nakon toga postavio je podlogu na bazi olovne bijele boje.  Olovna je bijela bila uobičajena u vrijeme renesanse,no rijetko je korištena na freskama.  Razlog tome bila je njezina otrovnost,te sklonost oksidaciji,zbog koje bi boja posmeđila,te bi nastao olovni dioksid.  Leonardo je na ovoj podlozi izveo skicu u crvenoj kredi i crnoj boji,te je nakon toga postavljao brojne slojeve ručno ribanih pigmenata.  Potom je sliku dovršio serijom translucentnih lazura.

## Propadanje slike
Slika je počela propadati već oko 1517. godine.Ova je činjenica zabilježena u brojnim dnevnicima i pismima iz tog vremena. propadanje možemo pripisati kako Leonardovoj neuobičajenoj tehnici tako i činjenici da refektorij samostana leži nisko,te u dijelu grada sklonom plavljenju i vlazi.  Stražnja strana zida na kom je slika vanjski je zid te je s vremenom apsorbirao vlagu.  Slika je bila izložena i parama i dimu iz samostanske kuhinje.  Godine 1582, slika je već bila opisana kao totalna ruina.”
Oko 1652, kroz zid refektorija probijena su nova vrata,pa je dio slike gdje su se nalazila Isusova stopala uništen.
Godine 1796, francuske su trupe po zauzimanju Milana koristile refektorij kao staju.  Zabilježeno je i da su vojnici u slobodno vrijeme sliku gađali kamenjem ,ciglama i konjskim izmetom. Godine 1800 u poplavi je prostor bio poplavljen 15 dana,a voda je dosezala dubinu od 2 stope.  Zid je upio dosta vode te je slika popljesnjivila.
Jedan engleski pisac 1847, kaže da "oko čovjeka više neće vidjeti sliku,jer je ista zauvijek propala." Henry James sliku proziva najtužnijim umjetničkim dijelom na svijetu"
Slika je skoro potpuno izgubljena 16. kolovoza 1943.,za vrijeme drugog svjetskog rata. Tog je dana bomba pogodila refektorij i pri tom je potpuno uništen krov istog.  Slika je srećom bila zaštićena vrećama s pijeskom i madracima,te jastucima. No nažalost slika je u vremenu rekonstrukcije bila prepuštena na milost i nemilost vremena

## Pokušaji konzerviranja restauriranja slike

### 1700 - te

#### Michelangelo Bellotti
Prvi pokušaj restariranja slike zabilježen je 1726. godine, a rad je povijeren slikaru Michelangelo Bellottiju.

#### Giuseppe Mazza
Giuseppe Mazza radio je na slici oko 1770.  Pokušao je ukloniti Bellotijeve dodatke željeznim strugalom.  Potom je nedostajuće dijelove zapunio uljenom bojom,te je preslikao dijelove slike po svom nahođenju.  Kako je mislio da je slika prava freska očistio ju je kaustičnom sodom.  Zbog toga ga je svećenik koji je naručio radove otpustio,te ga poslao u drugi samostan.

### 1800 - te

#### Stefano Barezzi
Godine 1821, Stefano Barezzi,je pokušao sliku skinuti sa zida, uvjeren da je slika u klasićnoj fresko tehnici.  Nakon što je uvidio vlastitu grešku POKUŠAO JE UKLONJENU BOJU PONOVO ZALjEPITI NA ZID.  Također je dodao i određene dijelove ispunjene obojenim štukom.
Između 1853 i 1855, Stefano Barezzi ponovo radi na slici.

### 1900 do danas

#### Luigi Cavenaghi
Luigi Cavenaghi,  1908. čini prvi pokušaj znanstvene analize tehnike korištene za izradu slike.Odraz je to tadanjeg znanošću potpomognutog napretka u tehnologiji konzerviranja restauriranje slika. Prema analizama zaključio je da je slika slikana temperom nanešenom na dva sloja žbuke.

#### Oreste Silvestri
Godine 1924, talijanski slikar Oreste Silvestri pokušava čistiti sliku,te nanosi novu žbuku u rubnim dijelovima slike.

#### Mauro Pelliccioli
Mauro Pelliccioli u tri odvojene etape radi na slici.  Godine 1947, Pelliccioli je određen da završi čišćenje " koje mora biti radikalnije u odnosu na rad Cavanagha i Silvestrija."  Pelliccioli je pokušao obojeni sloj ponovo povezati sa zidom,i to pomoću šelaka te injektiranjem kazeinskog veziva.  Ovaj je pokušaj,prema Pietro Maraniju, "obnovio koheziju,konzistenciju i živost boja "

#### Pinin Brambilla Barcilon
Nadzornik za umjetničku i povijesnu baštinu naručio je kompletan pregled slike godine 1976.  Za voditelja radova imenovan je Pinin Brambilla Barcilon,priznat i cijenjen restaurator slika.Slika je pregledana sonarom i radarom,uzeti su uzorci zida,snimljena je infracrvenim kamerama,te x zracima.  Tijekom restauriranja postupno je uklonjena nečistoća,te se tek potom prešlo na uklanjanje starih restauratorskih zahvata.  Restauratorski je tim pomoću malih komada otapalom natopljenog japan papira uklonio brojne premaze šelaka,boja i ulja."  Dijelovi koji su bili suviše oštećeni ispunjeni su svijetlom vodenom bojom,kako ne bi odudarali od potpuno ogolljenih dijelova.  Tijekom ove renovacije otkrivena je i točka koja je Leonardu služila kao srednja točka perspektive.  Sam rad na slici završio je 28.svibnja 1999., nakon 21 godine rada.
Prostor gdje je slika danas je klimatiziran kako okolišni uvieti ne bi dalje oštećivali sliku.  Posjetioci prije dolaska u prostor sa slikom moraju proći kroz nekoliko komora s kontroliranom klimom .Razgledavanje same slike traje najviše 15 - 20 minuta.